# Pind Dadan Khan
Pind Dadan Khan ist eine Stadt im pakistanischen Punjab, Distrikt Jhelam. Es ist die Hauptstadt des gleichnamigen Kreises Pind Dadan Khan Tehsil, einer administrativen Untergliederung des genannten Distrikts. Die Stadt liegt am Jhelam Fluss.

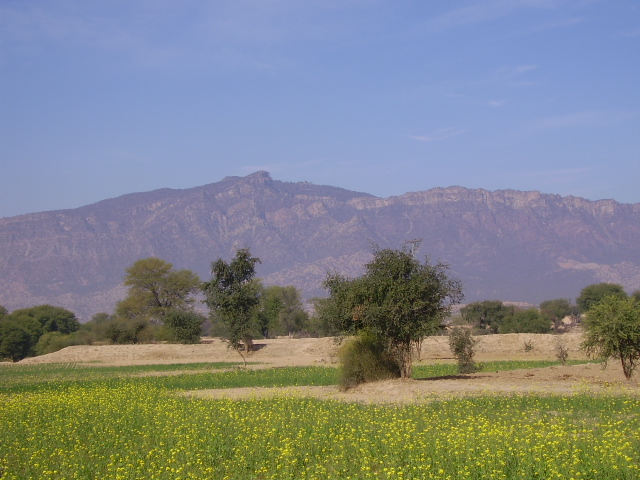
Sicht auf Jalal Pur Sharif

## Lage
Die Stadt liegt bei 32°35'0´´ Nord, 73°3'0´´ Ost am Ufer des Jhelam-Flusses. Ungefähr 28 Kilometer westlich der Stadt liegt die Ausfahrt „Pind Dadan Khan“ der Autobahn M2. Das Salzbergwerk Khewra befindet sich sechs Kilometer nach Norden. Das Autobahnkreuz Lillah-Toba des M2 Highway liegt 28 Kilometer im Osten. Die Stadt gehört zum Union Council Nummer 1. Ein „Union Council“ oder „Sherwan“ ist in Pakistan eine gewählte Verwaltungskörperschaft mit einem „Nazim“ an der Spitze, je nach Landesteil und Situation vor kann diese Verwaltung unterschiedlich gebildet sein. Geführt wird die Einheit zu der die Stadt gehört von Nazar Hayat Ichhral (Kandwal). Der Distrikt Jhelam ist in die vier Tehsils (Kreise, Untereinheiten eines Distrikts): Jhelum tehsil, Sohawa tehsil, Pind Dadan Khan tehsil und Dina tehsil gegliedert.
Der Name der Stadt setzt sich aus pind und Dadan Khan zusammen. Pind bedeutet in Panjabi Dorf, Ortschaft. Dadan Khan war ein demütiger Sufi aus dem Stamm der Awan.

## Geschichte
Während der britischen Herrschaft wurde die Stadt das Hauptquartier der Gliederung und des Tehsil gleichen Namens im Jhelum District dese British Punjab genutzt. Zudem wurde die Zweigstelle „Sind-Sagar“ der North Western Railway in Britisch-Indien in die Stadt gelegt.
Die Stadt besaß nach der Erhebung von 1901 13.770 Bewohner. Hier befand sich  die Sammelstelle für das Steinsalz der Mayo Mine. Aus der Stadt wurde es über den Fluss zur Eisenbahn gebracht und für den Fernhandel verteilt. Jedoch hat die Brücke über den Jhelam bei Haranpur und die Verlängerung der Bahnstrecke nach Khewra zur Folge, dass die Einnahmen aus diesem Handelsmonopol verloren gingen. Die Stadtverwaltung wurde 1867 gegründet. Die meisten Einkommen wurden nun von den britischen Behörden und der Zollbehörde eingesammelt.
Dieser Abzug der Finanzmittel machte die Siedlungslage arm. Zuvor bestanden in der Stadt umfangreiche und vielfältige Produktionseinrichtungen. In der Stadt wurden Messingkessel hergestellt und es gab ein erhebliches Webereigewerbe, in dem insbesondere wertvolle bestickte Textilien entstanden. Doch die befähigten Arbeiter verließen den Ort oder wechselten ihren Beruf. Bootsbau wurde in großem Maße betrieben und die Flusskähne aus Pind Dadan Khan ermöglichten einen ertragreichen Verkehr auf dem gesamten Jhelam. Nach dem Bau des Mangla-Damms, der die Wassermengen des Flusses in den Überflutungszeiten einschränkt, ist auch diese Bootsindustrie für immer verschwunden. Einst war hier ein Zentrum für die Produktion von unglasierter Töpferwaren in tiefroter Farbe und schwarzen Ornamenten von dauerhafter und guter Qualität, aber auch diese wurde aufgegeben als die Künstler abwanderten. Des Weiteren war vor Ort eine Spezialität die Fertigung von kräftigen ledernen Reitpeitschen nach englischem Muster, die bei den Briten begehrt waren, doch auch diese Peitschenproduktion gibt es nicht mehr nach dem die kenntnisreichen Arbeiter die Stadt verließen.

## Bildungswesen
Während der Kolonialzeit existierte in der Stadt eine Hochschule. Heute besteht daraus entstanden mit Unterstützung der Stadtverwaltung ein College für Jungen und das Colloge für Mädchen, die einen staatlichen Abschluss bieten. Es ist darüber hinaus ein Technologie-College im Staatssektor im Aufbau. Außerdem hat die „University of Engineering and Technology Texla“ eine große Landfläche von den lokalen Farmern zum Nominalpreis erstanden, aber bisher ist der staatliche Bildungsbetrieb noch nicht aufgenommen. Lediglich im privaten Sektor nahm ein kleiner Campus der „Punjab Schools und Colleges“ die Ausbildung auf. Im Land gibt es viele Hochschulen die sowohl im öffentlichen als auch im privaten Sektor tätig sind. Die „Raj Baksh Trust high School“ brachte beste Ergebnisse mit außerordentlichen Leistungen seit der Errichtung durch Brigadegeneral Muhammad Ashraf Retired, eine lebende Legende. Zu erwähnen sind die im privaten Bereich tätige Schule und Lehrerbildungseinrichtung der Fauji Stiftung. Die Stadtverwaltung unterstützt zudem das Staatskrankenhaus, allerdings ist das „Tehsil Headquarters Hospital“ schlecht gestellt in der Arzneiausgabe.

## Bevölkerung

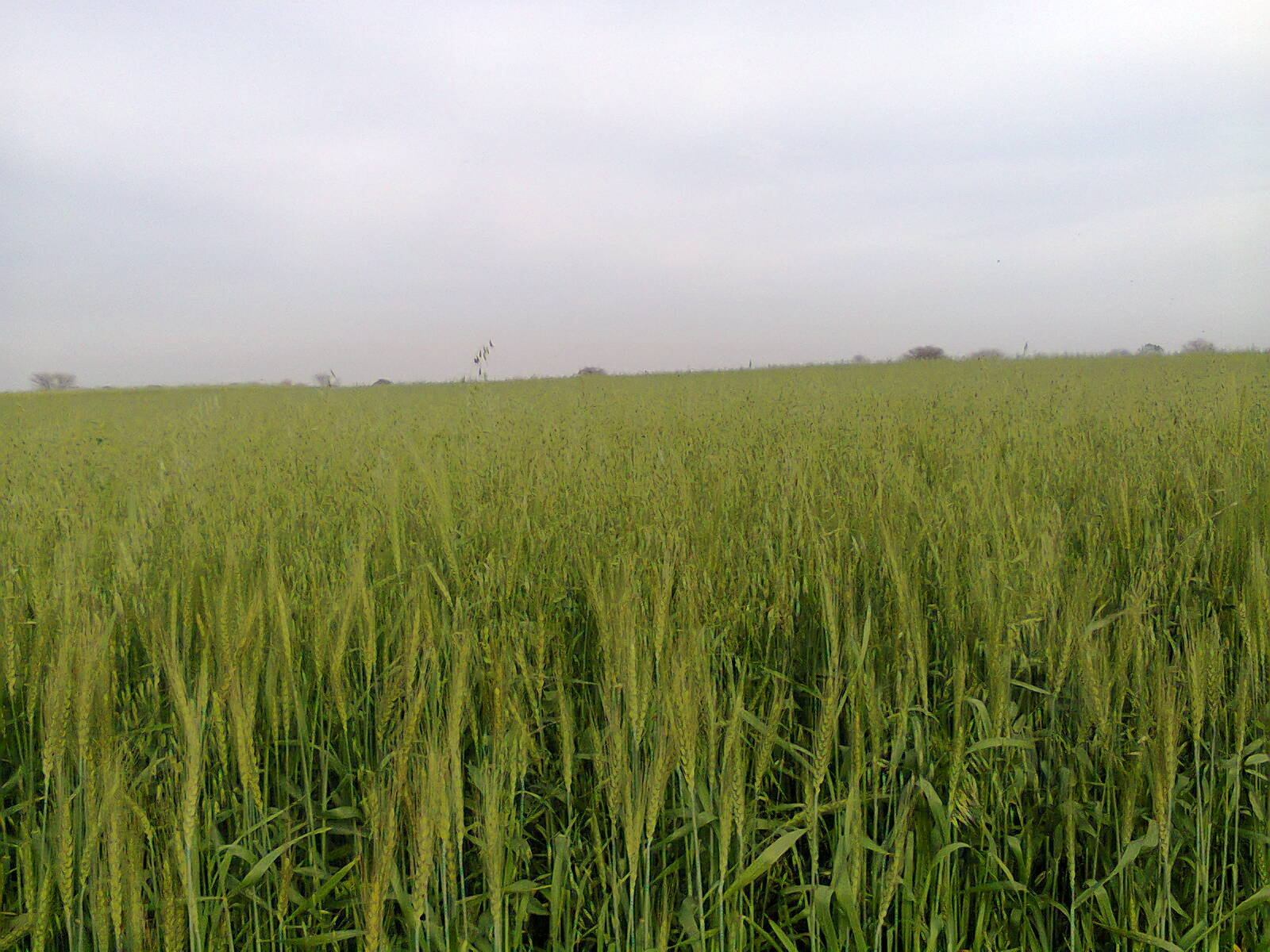
Landwirtschaft um Pind Dadan Khan

In der Stadt leben heute ungefähr 20.000 Einwohner, deren Haupteinnahmequelle die Landwirtschaft ist. Von den meisten Familien wird Panjabi gesprochen, die Verwendung von Urdu ist etwas geringer vertreten.
Der Bahnhof von Pind Dadan Khan ist eine kleine Bahnstation, aber er bietet den Anschluss zum Reisen zu niedrigen Kosten.
Die Zeitzone der Stat ist die Pakistan Standard Time (PST).